# Wereldkampioenschap X-trial 2016

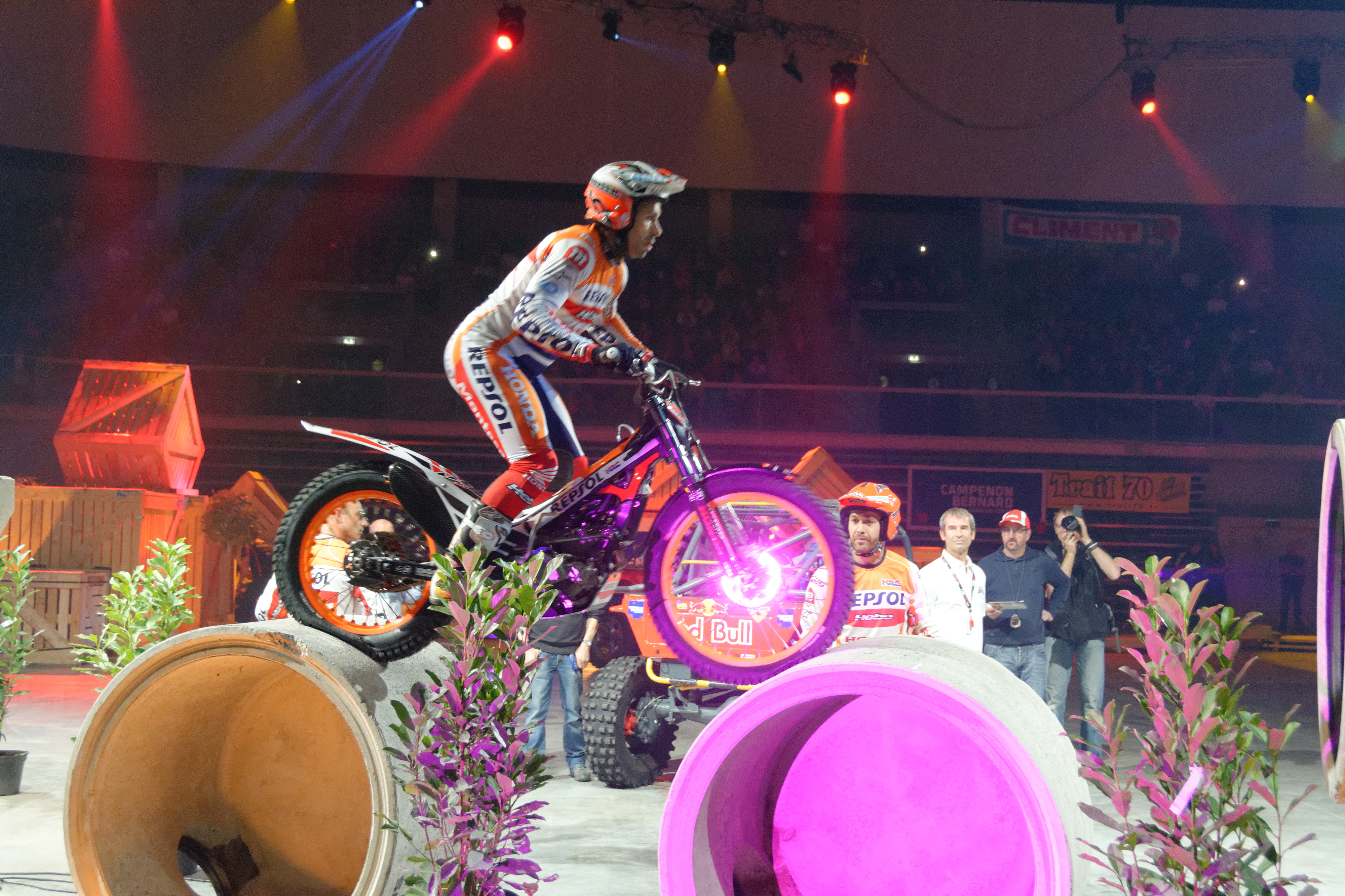
Tienvoudig wereldkampioen Toni Bou

Het FIM Wereldkampioenschap X-trial 2016 werd tussen 9 januari en 25 maart van dat jaar gereden.
De rijders kwamen in 4 wedstrijden uit: in Groot-Brittannië, Spanje, Oostenrijk en Frankrijk. De Spanjaard Toni Bou (HRC Montesa) won drie van de vier wedstrijden en behaalde eenmaal de tweede plek. Hij prolongeerde daarmee zijn titel. Zijn landgenoot Adam Raga bezette eenmaal de eerste, eenmaal de tweede en tweemaal de derde plaats, Albert Cabestany, ook uit Spanje reed tweemaal naar een tweede en tweemaal naar een derde positie. Daarmee werden alle podiumplaatsen van alle wedstrijden door Spanjaarden ingenomen.

## Eindklassement
| Nr. | Naam                        | Sheffield | Barcelona | Wenen | Marseille | Totaal |
| --- | --------------------------- | --------- | --------- | ----- | --------- | ------ |
| 1   | Toni Bou (Montesa)          | 15        | 20        | 20    | 20        | 75     |
| 2   | Adam Raga (TRRS)            | 20        | 15        | 12    | 12        | 59     |
| 3   | Albert Cabestany (Sherco)   | 12        | 12        | 15    | 15        | 54     |
| 4   | Jeroni Fajardo (Vertigo)    | 9         | 9         | 9     | 6         | 33     |
| 5   | Takahisa Fujinami (Montesa) | 6         | 6         | 6     | 9         | 27     |
| 6   | Alexandre Ferrer (Sherco)   | 4         | 4         | 1     | 4         | 13     |
| 7   | Eddie Karlsson (Montesa)    | 1         | 2         | 4     | 2         | 9      |
| 8   | Franz Kadlec (GasGas)       | -         | -         | 2     | -         | 2      |
| 9   | James Dabill (Vertigo)      | 2         | -         | -     | -         | 2      |
| 7   | Jaime Busto (Montesa)       | -         | 1         | -     | 1         | 2      |